# Servicios Ferroviarios Patagónicos

Servicios Ferroviarios Patagónicos (SEFEPA) é uma companhia de transportes ferroviários estatal argentina, de propreidade da província de Rio Negro. Executa serviços de transportes de passageiros e cargas em 826 km (de bitola 1,676m) da linha Roca da rede ferroviária argentina, entre Viedma e Bariloche. Também opera o trecho rionegrino de La Trochita. Anteriormente esses serviços ferroviários eram explorados pelos Ferrocarriles Argentinos.
Devido ao aumento do turismo nos balneários patagônicos, como Las Grutas e San Antonio Oeste, onde existe uma estação ferroviária, foi decidido pelo estado relançar a imagem da empresa, utilizando-se o nome fictício de Tren Patagónico.

## Serviços
Durante o cancelamento dos serviços ferroviários e da liquidação dos Ferrocarriles Argentinos após um plano de privatizações levadas a cabo pelo presidente Menen no início da década de 1990, os poucos serviços ferroviários existentes na época estavam em franca decadência, após décadas de terem fama de qualidade e pontualidade.
Os Servicios Ferroviarios Patagónicos foram cirados pela província de Rio Negro em 1993, logo após foram renomeados como Tren Patagónico, é reconhecido por oferecer um serviço de alta qualidade muito similar aos serviços da era dourada dos Ferrocarriles Argentinos (representada pelo famosos trens Lagos del Sur e Arrayanes que circulavam entre Constitución - Bahía Blanca - Viedma - Bariloche).

### Trem Bariloche - Viedma
Semanalmente, 6 composições percorrem a linha de Bariloche a Viedma, prestando o serviço básico. Este trem é vital para para as localidades da região sul-rionegrina, sendo o principal meio de transporte dessas cidades. As cidades onde o serviço básico possui parada são:
- Bariloche
- Pilcaniyeu
- Comallo
- Ingeniero Jacobacci
- Maquinchao
- Clemente Onelli
- Los Menucos
- Sierra Colorada
- Ministro Ramos Mexía
- Valcheta
- San Antonio Oeste
- Viedma

### Trem expresso Arrayanes
O trem expresso Arrayanes é um serviço turístico de luxo, idealizado principalmente para o transporte desde San Antonio Oeste a Las Grutas. O nome desse serviço foi retirado de um serviço similar prestados há muitos anos pelos Ferrocarriles Argentinos, que partia de Buenos Aires e ligava a Barilhoche.
As composições possuem carro cinema, carro disco, vagão para automóveis e carro restaurante. Este possui em seu cardápio comida e vinho típicos rionegrinos, além de um espetáculo musical ao vivo. Esse trem só circula semanalmente durante o verão, sendo durante a alta temporada de inverno circulam esporadicamente dois serviços, realizando paradas em Bariloche, Ingeniero Jacobacci, San Antonio Oeste e Viedma.

### Trem Estudiantil
O Tren Patagónico oferece a possibilidade de realizar excursões de estudantes. Este serviço parte de Buenos Aires até Bariloche, incluindo um carro disco.